# Жилка (річка)
Жилка — річка в Україні, яка протікає у межах Хмельницького району Хмельницької області. Права притока Случі (басейн Дніпра).

## Опис
Довжина річки 18 км, похил річки 2,9 м/км. Формується з багатьох безіменних струмків та водойм. Площа басейну 137 км². 
Притоки: Грабарка (ліва).

## Розташування
Бере початок на північному сході від Гончарихи. Тече переважно на північний захід через Цимбалівку і у Сербинівці впадає у річку Случ, праву притоку Горині. 
Населені пункти вздовж  берегової смуги: Йосипівка, Левківка. 
Річку перетинають автомобільні дороги Т 2318, Н03.